# Đánh bom nhà thờ Hồi giáo Kuwait 2015
Một vụ đánh bom tự sát xảy ra vào 26 tháng 6 năm 2015 tại một nhà thờ Hồi giáo Shia ở Kuwait. Nhà nước hồi giáo đã nhận trách nhiệm về vụ tấn công này. Quốc vương Sheikh Sabah Al-Ahmad Al-Jaber Al-Sabah đã lập tức triệu tập cuộc họp khẩn cấp ngay sau khi xảy ra vụ đánh bom này.
Hai mươi bảy người thiệt mạng và 227 người khác bị thương. Ba cuộc tấn công Hồi giáo khác diễn ra tại  Pháp, Tunisia, và Somalia trong cùng một ngày.